# Umma femina
Umma femina é uma espécie de libelinha da família Calopterygidae. É endémica de Angola. Os seus habitats naturais são: regiões subtropicais ou tropicais húmidas de alta altitude e rios. Está ameaçada por perda de habitat.